# أليساندرو ديامانتي

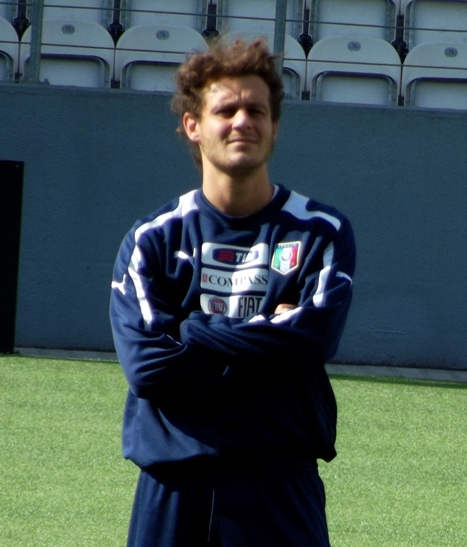

أليساندرو ديامانتي (بالإيطالية: Alessandro Diamanti) (مواليد 2 مايو 1983 في براتو - إيطاليا) لاعب كرة قدم إيطالي يلعب حاليا لصالح نادي الدرجة الممتازة وست هام يونايتد الإنجليزي منذ 2009 في مركز الوسط المهاجم .

## روابط خارجية
- أليساندرو ديامانتي على موقع الاتحاد الدولي (مؤرشف)  (الإنجليزية)
- أليساندرو ديامانتي على موقع الاتحاد الأوربي (الإنجليزية)
- أليساندرو ديامانتي على موقع إي إس بي إن إف سي (الإنجليزية)
- أليساندرو ديامانتي على موقع قاعدة بيانات كرة القدم.إي يو (الإنجليزية)
- أليساندرو ديامانتي على موقع ناشيونال فوتبول تيمز (الإنجليزية)
- أليساندرو ديامانتي على موقع Soccerbase.com (لاعب) (الإنجليزية)
- أليساندرو ديامانتي على موقع Soccerway.com (الإنجليزية)
- أليساندرو ديامانتي على موقع عالم كرة القدم.نت (الإنجليزية)
- أليساندرو ديامانتي على موقع كووورة
- أليساندرو ديامانتي على موقع AS.com (الإسبانية)